# اولریش زایدل
اولریش زایدل (آلمانی: Ulrich Seidl؛ ‏زاده ۲۴ نوامبر ۱۹۵۲) کارگردان، فیلم‌نامه‌نویس و تهیه‌کننده فیلم اهل کشور اتریش است.

## فیلم‌شناخت
مهم‌ترین فیلم‌های وی:
- ۲۰۰۱ روزهای سگی
- ۲۰۰۷ واردات / صادرات
- ۲۰۱۲ سه‌گانه بهشت
  - بهشت: عشق
  - بهشت: ایمان
  - بهشت: امید
- ۲۰۱۴ در زیرزمین
- ۲۰۱۹ لیلیان

## افتخارات و جوایز
- بهشت: عشق - نامزد دریافت نخل طلا در جشنواره فیلم کن ۲۰۱۲
- بهشت: ایمان - برنده جایزه ویژه داوران در شصت و نهمین جشنواره فیلم ونیز
- بهشت: امید - نامزد دریافت خرس طلایی در ۶۳مین جشنواره بین‌المللی فیلم برلین
- واردات / صادرات - نامزد دریافت نخل طلا در جشنواره فیلم کن ۲۰۰۷

## سینمای اولریش زایدل
زایدل در اکثر فیلم‌های خود از بی رحمی انسان‌ها، اتریشی‌ها بویژه، سخن می‌گوید؛ قهرمانان داستان‌های او انسان‌هایی بی رحمند که برای رسیدن به لذت‌های خود از هیچ کاری ابایی ندارند. در «بهشت: عشق»، سیدل به داستان یک توریست زن اتریشی، مارگارت می‌پردازد که برای تفریح به کشور کنیا سفر می‌کند. به تشویق دوستان او درگیر رابطه با کارگران جنسی مرد می‌شود که در این کشور به سر می‌برند. زن به دنبال عشق است و مردها به دنبال پول زن. فیلم به نمایش استراتژی دو گروه برای رسیدن به اهداف خود می‌پردازد و لحظات خوشی و ناامیدی این زن و مردان در این پروسه را به تصویر می‌آورد. همان جور که فیلم فوق مشخص می‌کند هیچ‌کدام از دو گروه برای رسیدن به هدف خود از هرگونه پدرسوختگی و ترفند حیله‌آمیز اجتناب نمی‌کنند و با شگردهای مختلف سعی در کلاه گذاشتن سر هم دارند.
بر اساس این فیلم در نگاه زایدل این مبارزه بی‌رحمانه افراد با هم در نهایت برنده‌ای ندارد. هر کس در موقعیت‌هایی برنده می‌شود و در موقعیت‌هایی می‌بازد. با وجود باخت‌ها، کاراکترها از تلاش برای مغلوب کردن حریف دست برنمی‌دارند و همانند کسانی عمل می‌کنند که از هیچ چیز درس عبرت نمی‌گیرند. در «عشق: بهشت»، کاراکتر زن گاهی برنده است و گاهی بازنده ولی باز هم به تلاش برای پیروز شدن ادامه می‌دهد و ناامید نمی‌شود. در این چرخه مبارزاتی، زایدل معمولاً قضاوت نمی‌کند و فیلم‌های خود را به صورت باز خاتمه می‌دهد. او بیشتر علاقه‌مند است که خود بیننده به تفسیر بپردازد و وظیفه خود به عنوان هنرمند را دادن دستور صریح اخلاقی یا سیاسی نمی‌داند. او به شعور مخاطب احترام می‌گذارد و در پی آن است که خود او به نتیجه نهایی دست یابد.
«بهشت: عشق» نخستین قسمت از «سه‌گانهٔ بهشت» است که دو قسمت دیگر به نام‌های «بهشت: ایمان» و «بهشت: امید» در سال‌های اواخر ۲۰۱۲ و اوایل ۲۰۱۳ فیلم‌برداری شد. تمرکز روایی هر یک از این سه فیلم بر روی یک شخصیت زن است: کسی که در نوعی تجربه‌گری جنسی عازم سفری توریستی به کنیا می‌شود، زنی که قسمت عمده‌ای از روز خود را در باشگاه‌های تناسب اندام و لاغری می‌گذراند و بالاخره کسی که مبلغ آئین کاتولیسم است.